# Brachyteleutias steinbachi
Brachyteleutias steinbachi är en insektsart som först beskrevs av Bruner, L. 1915.  Brachyteleutias steinbachi ingår i släktet Brachyteleutias och familjen vårtbitare. Inga underarter finns listade i Catalogue of Life.